# Feuerschaugemeinde

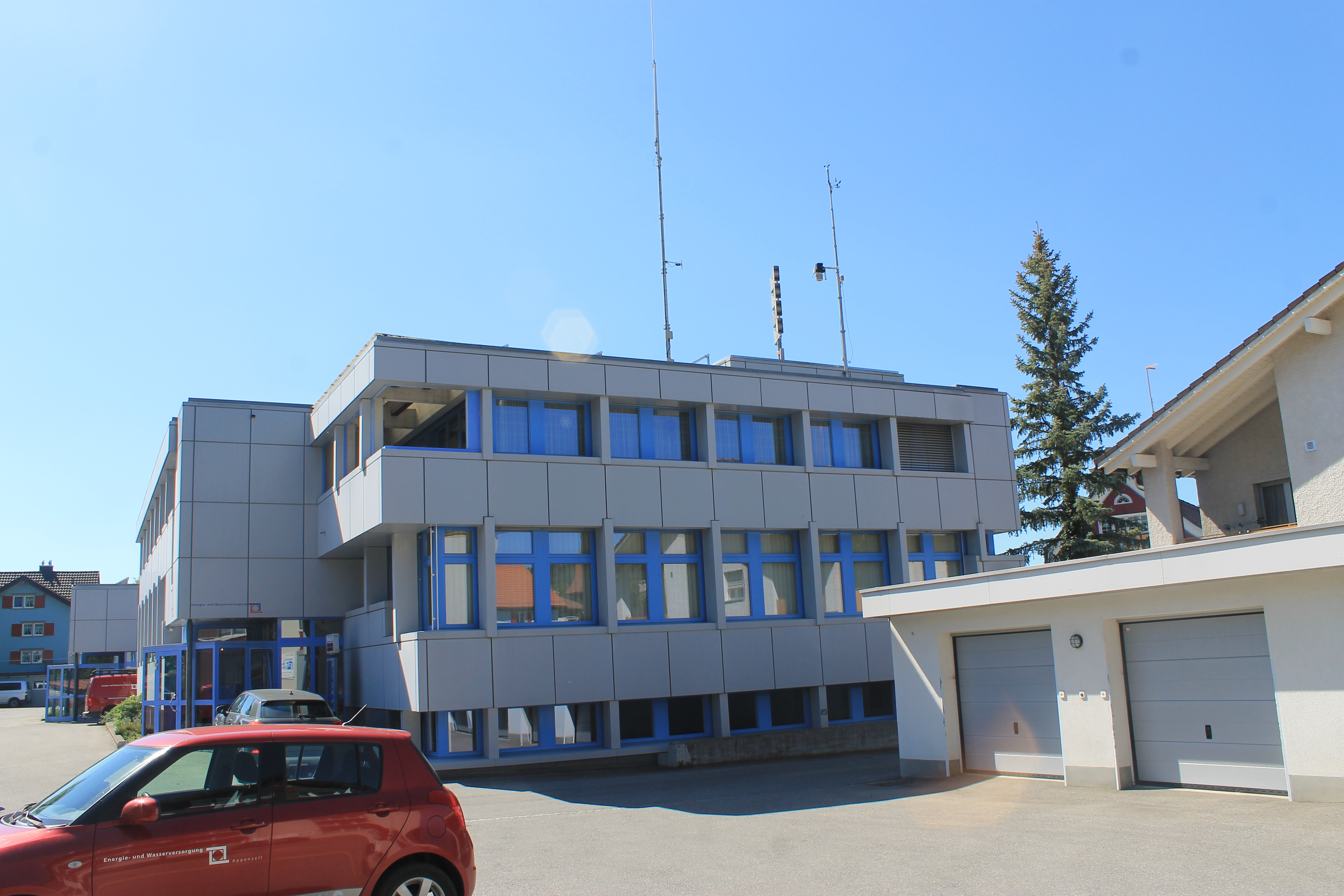
Das Gebäude der Feuerschaugemeinde umfasst neben der Stützpunktfeuerwehr und dem Bauamt auch Büros der Strom- und Wasserversorgung.

Die Feuerschaugemeinde, auch Dunke genannt, ist eine Spezialgemeinde im Schweizer Kanton Appenzell Innerrhoden. Sie umfasst das Dorf Appenzell mit seinen Aussenquartieren.
Die Ursprünge der Feuerschaugemeinde gehen auf das späte 16. Jahrhundert als Selbstverwaltungskörper im Dorf Appenzell zurück. Die Kernaufgabe der Feuerschaugemeinde umfasste die Brandwacht und die Brandbekämpfung, später kamen die Energie- und Wasserversorgung sowie die Ortsplanung hinzu.
Die Feuerschaugemeinde übernimmt Aufgaben, die sonst von den einzelnen Bezirken (vergleichbar mit den politischen Gemeinden anderer Kantone) wahrgenommen werden. Da das Dorf Appenzell unter mehreren Bezirken aufgeteilt ist (Appenzell, Schwende und Rüte), wurde für das Siedlungsgebiet des Dorfes Appenzell diese bezirksübergreifende Sondergemeindeform geschaffen, die eine effiziente Verwaltung sicherstellt. Die Feuerschaugemeinde wird von der gewählten Feuerschaukommission geleitet.